# Roques de la Regalada
El Roques de la Regalada és una muntanya de 275 metres que es troba al municipi del Port de la Selva, a la comarca catalana de l'Alt Empordà.